# Friedrich Serger
Friedrich Serger (* 26. Januar 1822 in Gerlachsheim; † 12. Februar 1892 in Karlsruhe) war ein badischer Jurist und Politiker.

## Leben
Friedrich Serger war der dritte Sohn von Ernst Serger, ein im Dienste des Fürsten von Salm stehender Hofrat und Domänenverwalter in Gerlachsheim. Nach dem Besuch des Gymnasiums in Mannheim studierte Friedrich Serger Rechtswissenschaften in Bonn und Heidelberg. 1840 trat er dem Corps Guestphalia Bonn und 1841 dem Corps Suevia Heidelberg bei. Nach Beendigung des Studiums wurde er 1844 Rechtspraktikant und 1849 Assessor beim Bezirksamt Mannheim. Im weiteren Verlauf seiner Karriere wurde er 1858 Hofgerichtsrat in Mannheim, 1864 Kreisgerichtsdirektor in Mosbach (Neckar-Odenwald-Kreis), 1869 Vizekanzler am Oberhofgericht in Mannheim und 1872 Kanzler am selben Gericht. Zudem war er außerordentliches Mitglied des badischen Staatsministeriums.  1877 erfolgte die Ernennung zum Kreis- und Hofgerichtspräsidenten in Karlsruhe, 1879 zum Landgerichtspräsidenten in Karlsruhe. Dort war er auch Präsident der kaiserlichen  Disziplinarkammer. 1881 wurde Serger zum Oberlandesgerichtspräsidenten in Karlsruhe ernannt.

## Politische Betätigung
Friedrich Serger war Mitglied der Nationalliberalen Partei. Von 1871 bis 1872 gehörte Friedrich Serger für den Wahlbezirk 53 (Amt Mosbach) der Zweiten Kammer der Badischen Ständeversammlung an. Als Landtagsabgeordneter verfasste er hierbei unter anderem einen Bericht über einen großen Teil des sehr umfangreichen badischen Einführungsgesetzes zum Reichsstrafgesetzbuch. Von 1889 bis 1892 war Serger vom Großherzog ernanntes Mitglied der Ersten Kammer der Badischen Ständeversammlung und während dieser Zeit auch Präsident der Kammer.

## Ehrungen
- 1867 Ritterkreuz 1. Klasse des Ordens vom Zähringer Löwen
- 1872 Kommandeur 2. Klasse des Ordens vom Zähringer Löwen
- 1883 Kommandeur 1. Klasse mit Stern des Ordens vom Zähringer Löwen
- 1889 Geheimer Rat 1. Klasse
- Wahl zum Ehrenmitglied des Corps Suevia Heidelberg[1]